# Aberdeenknoten
Der Aberdeenknoten ist ein chirurgischer Knoten, der vor allem für das Ende einer Unterhautnaht eingesetzt wird. Sein Vorteil ist, dass er einen kleineren Wulst als der klassische Chirurgenknoten bildet und damit besser in der Unterhaut versenkt werden kann. Für den Knoten wird das Fadenende als Schlaufe durch eine am Faden gebildete Schlaufe gezogen. Diese Prozedur muss in Abhängigkeit vom Nahtmaterial mehrmals wiederholt werden, das Royal College of Surgeons of England empfiehlt sechs Wiederholungen. Eine Studie aus dem Jahr 2007 zeigte jedoch, dass bereits drei Schlaufen ausreichen und weitere keinen besseren Knotensitz bewirken. Zum Abschluss wird das Fadenende durch die letzte Schlaufe gezogen, am besten zweimal. Dann wird der Knoten final angezogen.

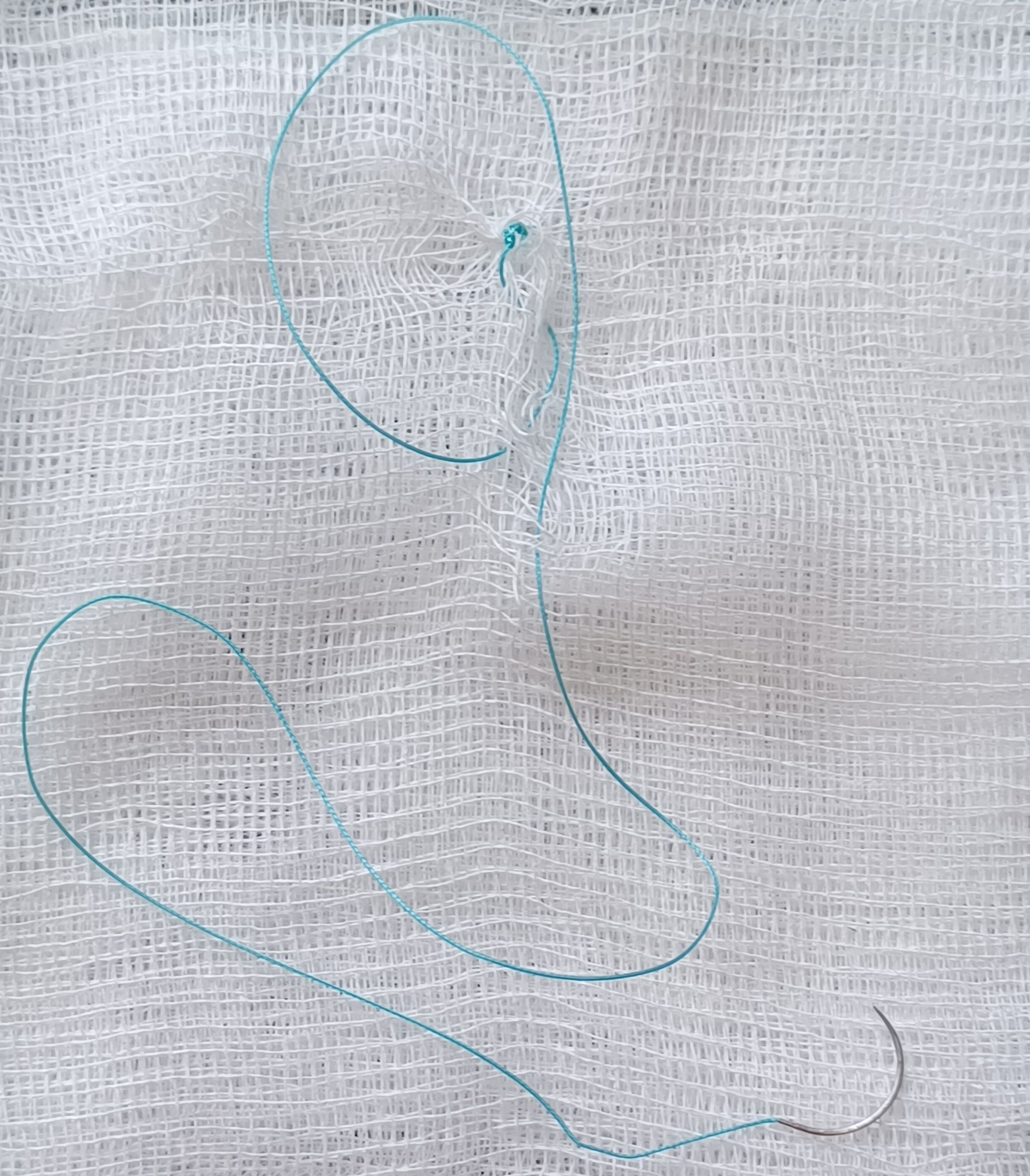
Schritt 1: Bilden einer Schlaufe
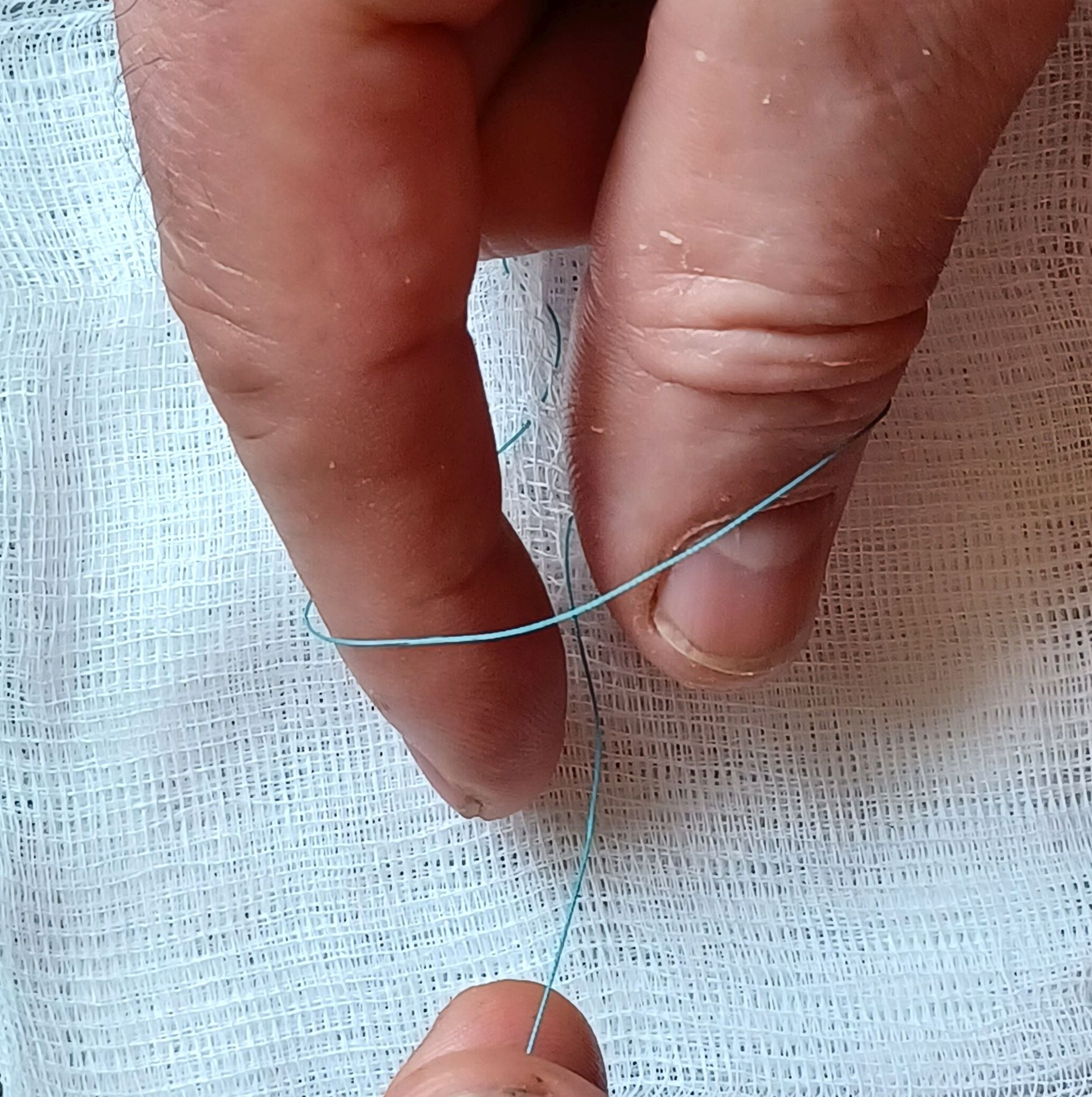
Schritt 2: Durch diese Schlaufe wird das Fadenende gegriffen und als Schlaufe durchgezogen
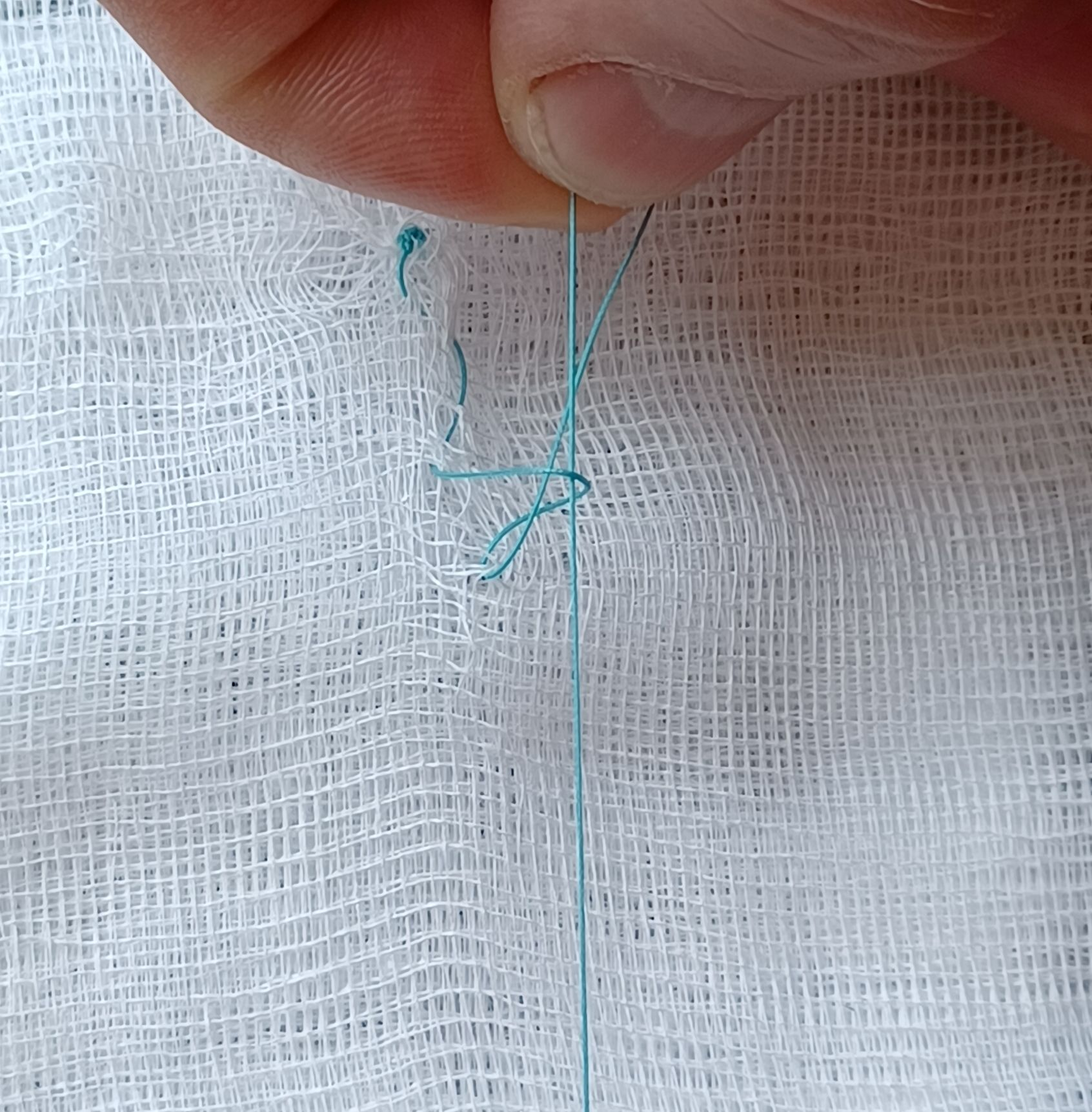
Schritt 3: Festziehen der Schlaufe, Schritt 2 und 3 werden mindestens dreimal wiederholt
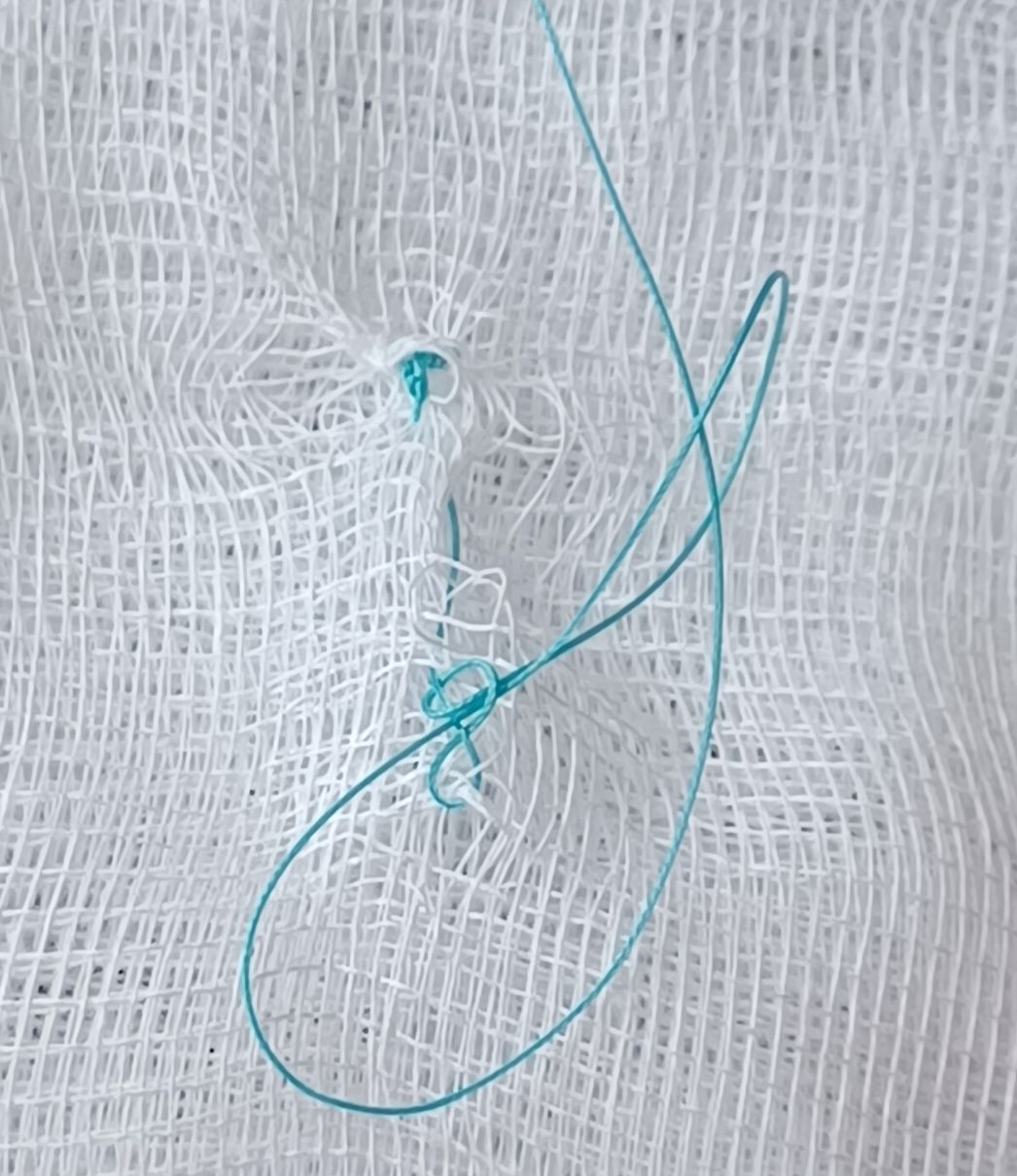
Letzter Schritt: Fadenende wird durch die Schlaufe geführt (am besten zweimal) und der Knoten festgezogen